# Wadi Jarrah
Wadi Jarrah este un curs de apă, afluent al râului Khabur în nord-estul Siriei.. 